# Catacombe di Salina
Le catacombe di Salina sono un sito archeologico di Malta.
Queste catacombe si trovano vicino a Salina, nel territorio di Nasciaro. Risalgono al tardo impero romano (fino al periodo bizantino). Venivano utilizzate per i primi rituali di sepoltura cristiani.